# Neurology (журнал)
Neurology — еженедельный рецензируемый медицинский журнал посвящённый неврологии. Публикуется издательством Wolters Kluwer от имени Американской академии неврологии и является её официальным журналом. С апреля 2020 года главным редактором является Жозе Мерино (англ. José G. Merino) (Джорджтаунский университет).

## Предыдущие главные редакторы
Следующие люди были главными редакторами:
- Расселл Дижонг (англ. Russell N. DeJong) (1951-1977; University of Michigan Medical School[англ.]), главный редактор-основатель
- Льюис Роуланд (англ. Lewis P. Rowland) (1977-1987; Колумбийский университет)
- Роберт Дароф[англ.] (1987-1997; Case Western Reserve University School of Medicine[англ.])
- Роберт Григс (англ. Robert C. Griggs (1997-2007; University of Rochester Medical Center[англ.])
- Джон Нозворти[англ.] (2007-2009; Клиника Мейо)
- Роберт Гросс (англ. Robert A. Gross) (2009-2020; University of Rochester Medical Center[англ.])
- Жозе Мерино (англ. José G. Merino) (2020-нв; Джорджтаунский университет)

## Реферирование и индексирование
Журнал реферируется и индексируется в:
- Biological Abstracts[2]
- BIOSIS Previews[англ.][3]
- CAB Abstracts[англ.][4]
- CINAHL[англ.][5]
- Current Contents/Clinical Medicine[3]
- Current Contents/Life Sciences[3]
- Embase[англ.][6]
- Index Medicus[англ.]/MEDLINE/PubMed[7]
- PASCAL[англ.][8]
- PsycINFO[англ.][9]
- Science Citation Index[3]
- Scopus[10]

Согласно Journal Citation Reports в 2022 году журнал имел импакт-фактор 11.8.